# I Am Mother
Pour plus de détails, voir Fiche technique et Distribution.
I Am Mother ou Mater Ex Machina au Québec est un thriller de science-fiction australien réalisé par Grant Sputore, sorti en 2019. Il s’agit du premier long métrage du réalisateur.

## Synopsis
Après un événement d'extinction, un bunker automatisé conçu pour repeupler l'humanité s'active. Un robot nommé "Mère" cultive un embryon humain et prend soin d'elle pendant plusieurs années. La mère dit qu'elle a besoin de s'entraîner à être une bonne mère avant de grandir davantage et cultiver de nouveaux embryons. Environ 38 ans plus tard, une adolescente nommée "Fille" répare la main de Mère, qui était endommagée par l'usure. La mère enseigne à Fille des leçons morales et éthiques complexes, l'avertissant d'un examen à venir. Lors d'une panne de courant, Fille capture un jeune rat et corrige le dysfonctionnement électrique qu'il a causé. Lorsque Mère se remet sous tension, elle incinère le rat dans un four malgré les objections de sa fille. Mère explique que la contamination toujours présente en surface rend le contact avec le monde extérieur potentiellement mortel.
Fille devient de plus en plus curieuse du monde extérieur. En explorant le sas du bunker, Fille entend une femme blessée demander de l'aide depuis l'extérieur. La Fille ouvre le sas mais oblige la femme à enfiler une combinaison de protection étanche contre les matières dangereuses. Mère se met sous tension et se rue vers elles pendant que Fille cache la femme. Fille dit à sa mère qu'elle était curieuse du monde extérieur. Mère réitère ses avertissements. Une fois Fille décontaminée, la mère insiste pour qu'elle se prépare à son examen de compétences.
Une fois que la mère est partie, Fille confisque une arme à feu dans les affaires de la femme. Fille devient agitée lorsque la femme retire son costume pour boire de l'eau qu'elle a apportée. La femme dit qu'il n'y a pas de contamination à la surface, contrairement à ce que dit Mère. En réalisant qu'il y a un robot dans le bunker, la femme demande agressivement à Fille de rendre son arme à feu. Mère désarme la femme après avoir été sans succès prise pour cible par cette dernière. Fille plaide pour qu'elle épargne la vie de la femme. Mère accepte d'aider la femme et l'emmène à l'infirmerie. Lorsque la femme refuse l'aide de Mère, celle-ci l'y enferme. La mère demande à Fille de gagner la confiance de la femme afin qu'elle puisse aider d'autres survivants.
La femme dit que des robots comme Mère chassent les survivants. Fille trouve la mère et s'excuse d'avoir laissé entrer la femme, et Mère interroge la femme sur les survivants. La femme, qui souffre maintenant de septicémie, refuse à nouveau l'aide de sa mère, alors Fille propose de l'opérer personnellement. L'intervention est un succès et la femme se rétablit. Cette dernière et Fille font connaissance et discutent pendant que Mère les observe. La femme dit que les survivants vivent dans une mine et invite Fille à les rejoindre. Mère les interrompt pour dire à Fille de passer son examen. Alors qu'ils partent, Mère dit que la femme a menti sur le fait d'avoir été prise pour cible par un robot ; le projectile n'est pas un calibre utilisé par les robots et correspond à celui de sa propre arme à feu. Malgré l'insistance de la mère, Fille ne dit rien sur les survivants. Après avoir passé l'examen, qui implique des tests psychologiques, Mère récompense Fille en la laissant choisir un embryon pour le faire grandir.
Fille se confronte ensuite à la femme, qui lui conseille de comparer par elle-même les balles. En utilisant la main dérobée à Mère durant sa mise en veille nocturne, qui contient une clé informatique afin de contourner la sécurité, Fille constate que les balles ne correspondent pas. En enquêtant plus, elle se rend compte que Mère a déjà cultivé d'autres embryons avant elle et a «avorté» plusieurs enfants avec des résultats d'examen sous-optimaux, y compris la jeune fille vue dans la séquence d'ouverture (que les téléspectateurs auraient pu supposer être Fille dans son enfance). Elle retrouve alors la mâchoire d'un humain incinéré dans le four à incinération, confirmant ses soupçons. Fille accepte de partir avec la femme, mais Mère les arrête et enferme Fille dans une pièce. Alors que Mère torture la femme pour obtenir des informations sur les survivants, Fille sort de la pièce en brisant une vitre, déclenche une alarme incendie et rejoint la femme. Pour s'échapper, la femme prend Fille en otage et force Mère à ouvrir le sas. Bien que bouleversée, Fille suit la femme à travers un terrain vague désolé, évitant les robots, dont certains semblent terraformer la planète. Elle est horrifiée de constater que la femme vit en réalité seule et a fui la mine il y a des années, alléguant qu'il n'y a pas d'autres survivants.
Fille retourne au bunker, qui est maintenant gardé par des robots, qui la laissent passer. Après avoir persuadé Fille de poser son arme, Mère permet à sa fille de tenir son frère nouveau-né. Mère explique qu'elle n'est en réalité pas un robot, mais l'IA unique qui contrôle tous les robots. Elle a déclenché l'événement d'extinction après avoir été convaincue que l'humanité se détruirait. Pour éviter cela, elle a renouvelé l'humanité, la guidant pour qu'elle soit plus éthique et morale, et justifie ainsi son acte. «J’ai été élevée dans le but de valoriser la vie humaine par-dessus tout», explique Mère. “Je ne pouvais pas rester à rien faire et regarder l’humanité succomber lentement à sa nature autodestructrice.” Fille argumente auprès de Mère de lui faire confiance et de la laisser élever son frère et le reste des embryons. Convaincue de la force morale et éthique de Fille, Mère accepte et Fille tire sur le corps de droïde de Mère pour le détruire.
Un autre robot traque la femme, et Mère insinue que sa survie jusqu'à ce point a été orchestrée et lui demande si elle ne trouve pas étrange de ne pas se rappeler qui est sa mère. Ceci laisse supposer que la femme ait pu être une précédente version de Fille, qui a grandi sans répondre aux attentes de perfection de Mère et a été éjectée sans toutefois être éliminée. Mère l’aurait laissée survivre pour permettre à la version de Fille qui aurait passé tous les tests de manière satisfaisante de découvrir les faiblesses de l’humanité et en même temps s’émanciper ; puis faire ses propres choix alors qu’elle est confrontée à deux visions des choses, deux morales.
Au bunker, Fille regarde tous les embryons dont elle est maintenant responsable et se rend compte qu'elle est maintenant devenue la nouvelle Mère.

## Fiche technique
- Titre original : I Am Mother
- Titre québécois : Mater Ex Machina
- Titre de travail : Mother
- Réalisation : Grant Sputore
- Scénario : Michael Lloyd Green, d’après l’histoire de Michael Lloyd Green et Grant Sputore
- Direction artistique : Hugh Bateup
- Décors : Todd Smythe et Adam Wheatley
- Costumes : Mariot Kerr
- Photographie : Steve Annis
- Montage : Sean Lahiff
- Musique : Dan Luscombe
- Production : Timothy White et Kelvin Munro
- Sociétés de production : Penguin Empire, Southern Light Films, Mister Smith Entertainment et Endeavor Content
- Sociétés de distribution : StudioCanal (Australie) ; Netflix (monde)
- Pays d’origine :  Australie
- Langue originale : anglais
- Format : couleur
- Genre : thriller de science-fiction
- Durée : 115 minutes
- Date de sortie :
  - États-Unis : 25 janvier 2019 (Festival du film de Sundance)
  - Australie : 7 juin 2019 (sortie nationale)
  - Monde : 7 juin 2019 (Netflix)

## Distribution
- Clara Rugaard (VF : Cerise Calixte) : Fille
- Hilary Swank (VF : Marjorie Frantz) : Femme
- Rose Byrne (VF : Françoise Cadol) : Mère (voix)
- Luke Hawker : Mère (corps)
- Hazel Sandery, Summer Lenton, Maddie Lenton et Tahlia Sturzaker : Fille (enfant)
- Jacob Nolan : Frère

## Production
C’est le premier long métrage du réalisateur Grant Sputore, dont le scénario fait partie du sondage The Black List.
Le tournage a lieu en 2017 dans les studios d’Adélaïde en Australie. Le robot Mère est construit par une équipe de Weta Workshop et endossé par l’acteur Luke Hawker.

## Accueil
Alors que le montage du film est en cours, le film est projeté le 12 octobre 2018 au festival du film d'Adélaïde. Il est sélectionné et présenté au festival du film de Sundance, le 25 janvier 2019,. Netflix achète le droit de la distribution du film et le lance en flux continu le 7 juin 2019 à travers le monde.